# Scott Bailey
Scott Bailey (Florissant, 16 dicembre 1978) è un attore statunitense.
Noto in Italia per aver interpretato dal 2003 al 2006 Sandy Foster nella celebre soap opera statunitense Sentieri (Guiding Light).

## Filmografia parziale

### Televisione
- Walker Texas Ranger - serie TV, episodio 8x11 (1999)
- Sentieri (Guiding Light) - soap opera (2003-2006)
- Prayers for Bobby, regia di Russell Mulcahy – film TV (2009)
- Aquarius - serie TV, 2 episodi (2016)
- L'uomo nero (Dispatch o 911 Nightmare), regia di Craig Moss – film TV (2016)

## Doppiatori italiani
Nelle versioni in italiano delle opere in cui ha recitato, Scott Bailey è stato doppiato da:
- Stefano Onofri in Major Crimes
- Francesco Bulckaen in Aquarius